# Reinhold von Sengbusch
Reinhold Oskar Kurt von Sengbusch, né le 16 février 1898 à Riga, mort le 13 juin 1985 à Hambourg, est un botaniste et agronome allemand et un important sélectionneur de plantes. Il a contribué notamment dans les années 1930 à la sélection de lupins « doux », à faible teneur en alcaloïdes.

## Biographie
Reinhold von Sengbusch, fils du médecin Reinhold Alexander von Sengbusch, a étudié l'agriculture à l'université de Halle où il obtient son doctorat en 1924 avec une thèse sur la sélection des betteraves sucrières. En 1925, il rejoint le département de recherche de la sucrerie de Klein Wanzleben. En 1926, il travaille pour le généticien Erwin Baur en tant que collaborateur indépendant à l'Institut de génétique de Berlin-Dahlem. En 1927, il occupe un poste à l'Institut Kaiser Wilhelm de recherche en sélection  nouvellement fondé à Müncheberg.
Dans les années 1927-1929, Reinhold von Sengbusch met au point une méthode de détermination rapide pour détecter les plants de lupins pauvres en alcaloïdes ou sans alcaloïdes (dits « lupins doux »), applicable aux espèces cultivées les plus importantes (Lupinus luteus, Lupinus angustifolius et Lupinus albus). Cette méthode de sélection rapide a été présentée pour la première fois dans une publication en 1942, Süßlupinen und Öllupinen. Die Entstehungsgeschichte einiger neuer Kulturpflanzen (Lupins doux et lupins oléagineux. L'histoire de la création de quelques plantes cultivées nouvelles). Cet article décrit également en détail les jalons de la domestication permettant de passer d’une plante sauvage à une plante cultivée. A l'Institut Kaiser Wilhelm de recherche sur la sélection de Müncheberg, Reinhold von Sengbusch a également procédé à des expériences de sélection - par des essais en culture -sur d'autres espèces végétales, comme le seigle, le chanvre, les épinards et les asperges.
En 1937, il est contraint de quitter l'institut pour des raisons politiques et fonde ensuite un centre de recherche privé à Luckenwalde où il travaille comme chercheur sous contrat pour des partenaires industriels dans la sélection végétale.
Au cours de cette période, il a sélectionné des variétés de tabacs à faible teneur en nicotine et résistants au virus de la mosaïque, ainsi que des variétés de fraises particulièrement adaptées à la congélation.
Après la seconde Guerre mondiale, il a largement distribué dans toute l'Europe les variétés de fraises qu'il avait créées dans son centre de recherche puis dans sa propre entreprise, notamment la variété Senga Sengana.
En 1948, Reinhold von Sengbusch entre dans la société Max-Planck à Göttingen, puis à Wulfsdorf (près de Hambourg). Ce centre de recherche, agrandi en plusieurs phases, est devenu en 1959 l'institut Max-Planck de sélection des plantes cultivées. Reinhold von Sengbusch a dirigé cet institut pendant dix ans. Pendant cette période, il a travaillé avec succès, entre autres, dans la culture de variétés de chanvre monoïques, de seigle pluriannuel (vivace) et dans la sélection de champignons et de légumes. Ses recherches ont porté également sur l'aquaculture et la dissolution des calculs rénaux. Après sa retraite et la fermeture en 1968 de l'Institut Max-Planck pour la sélection des plantes cultivées, Reinhold von Sengbusch a fondé, pour la deuxième fois, un centre de recherche privé. Plusieurs étudiants en doctorat ont pu terminer leur thèse dans le domaine de la culture tissulaire, en partie conjointement avec l'université de Hambourg, dont Reinhold von Sengbusch était professeur honoraire depuis 1958.
Reinhold von Sengbusch est l’un des plus importants obtenteurs de plantes du XXe siècle. Ses succès les plus connus sont le lupin doux en tant que nouvelle culture pour l'alimentation humaine et animale, la variété de fraise 'Senga Sengana', qui a eu pendant des décennies une part de marché supérieure à 50 % dans le nord de l'Europe jusqu'en Russie, et la sélection de la variété de chanvre monoïque 'Fibrimon', dont la teneur en fibres, très élevée, est supérieure à 20 %.
Reinhold von Sengbusch a publié avec ses collaborateurs près de 500 contributions scientifiques. La Gesellschaft für Pflanzenbauwissenschaften (Société d'agronomie) l'a nommé membre honoraire en 1980 et l'université de Giessen lui a décerné en 1983 la dignité de docteur honoris causa.

## Publications
- (de) Pflanzenzüchtung und Rohstoffversorgung. Leipzig 1937.
- (de) Theorie und Praxis der Pflanzenzüchtung. Frankfurt (Main) 1939.
- (de) Süßlupinen und Öllupinen. Die Entstehungsgeschichte einiger neuer Kulturpflanzen. Verlag Paul Parey Berlin 1942 = tiré à part de : Landwirtschaftliche Jahrbücher Bd. 91, 1942, p. 719–880.
- (de) Der Weg zum Max-Planck-Institut für Kulturpflanzenzüchtung. Hamburg 1960 (avec un aperçu des recherches de Reinhold von Sengbusch jusqu'en 1959).
- (de) Von der Wildpflanze zur Kulturpflanze. Eine Dokumentation meiner Arbeiten. Impression privée, vers 1980. Le texte contient une liste chronologique de ses publications scientifiques.